# ۱۸ بهمن
۱۸ بهمن سیصد و بیست و چهارمین روز سال در گاه‌شماری خورشیدی است. به پایان سال ۴۱ روز (۴۲ روز در سال کبیسه) باقی‌است.

## رویدادها
- ۱۲۲۹ - انتشار نخستین شماره از روزنامه وقایع اتفاقیه در ایران. این روزنامه به کوشش امیرکبیر منتشر شد.[۱]
- ۱۲۸۶ - تصویب اولین قانون مطبوعات در مجلس شورای ملی
- ۱۳۳۰ - الیزابت دوم بعد از مرگ جرج ششم ملکه بریتانیا شد.
- ۱۳۵۷ - دستور ایالات متحده آمریکا به کارکنان خود برای خروج از ایران
- ۱۳۶۱ - آغاز عملیات والفجر مقدماتی برای دستیابی به شهر عماره عراق
- ۱۳۸۸ - انتقاد سید حسن خمینی از صدا و سیمای جمهوری اسلامی ایران به دلیل سوءاستفاده از روح‌الله خمینی
- ۱۴۰۲ - رقابت ۱۸ بهمن ۱۴۰۲ تیم ملی فوتبال ایران با تیم ملی فوتبال قطر در جام ملت‌های آسیا ۲۰۲۳

## زادروزها
- ۱۲۹۶ - احمد عاشورپور، پدر موسیقی محلی (فولکلور) گیلان
- ۱۳۲۸ - سوسن تسلیمی، هنرپیشه سینما
- ۱۳۶۱ - کریم شاوردی، بازیکن فوتبال اهل ایران

## مرگ‌ها
۱۳۶۲ - ترور ارتشبد غلامعلی اویسی فرمانده نیروی زمینی ارتش شاهنشاهی ایران و برادرش غلامحسین اویسی در حومه پاریس به دست گروه جهاد اسلامی لبنان به رهبری عماد مغنیه.